# 河野勝彦
河野 勝彦（こうの かつひこ、1945年6月28日-　）は、日本の哲学研究者、京都産業大学教授。デカルトなどフランス哲学が専門。
兵庫県姫路市生まれ。1969年京都大学文学部哲学科卒、75年同大学院博士課程満期退学、1976年京都産業大学教養部専任講師、80年助教授、81-82年パリ大学に学ぶ。87年教授、97年同外国語教育専門センター教授、2000年文化学部教授。2002-2010年副学長。2007-2010年京都産業大学附属中学校・高等学校長。

## 著書
- 『デカルトと近代理性』文理閣 1986
- 『環境と生命の倫理』文理閣 2000
- 『死と唯物論』青木書店 シリーズ現代批判の哲学 2002
- 『現代課題の哲学的分析 環境の危機・人間の危機・アイデンティティの危機』晃洋書房 2007

### 共編著
- 『フランスアパルトマンの生活日記』河野加代子共著 文理閣 1982
- 『知識とはなにか』鈴木茂、牧野広義、梅林誠爾、種村完司、岡本伸一共著 青木書店 1984
- 『心と認識 実在論的パースペクティブ』梅林誠爾共編 昭和堂 1997

## 論文
- Cinii

## 注
1. ↑  『現代日本人名録』2002年
2. ↑  河野勝彦のプロフィール